# 모로니 올슨
모로니 올슨(Moroni Olsen, 1889년 6월 27일 ~ 1954년 11월 22일)은 미국의 연극 배우, 영화배우이다.

## 영화
- OK 부부의 신혼 여행 (1954년)
- 소 디스 이즈 러브 (1953년)
- 삼총사의 아들 (1952년)
- 파더스 리틀 디버덴드 (1951년) - 허버트 던스탠 역
- 신부의 아버지 (1950년)
- 마천루 (1949년)
- 삼손과 데릴라 (1949년)
- 업 인 센트럴 파크 (1948년)
- 콜 노스사이드 777 (1948년)
- 댓 하겐 걸 (1947년)
- 검은 황금 (1947년)
- 포제스트 (1947년)
- 아버지와 인생을 (1947년)
- 낯선 여인 (1946년)
- 오명 (1946년) - 월터 역
- 해병의 자부심 (1945년)
- 밀드레드 피어스 (1945년)
- 코브라 우먼 (1944년)
- 알리바바와 40인의 도적 (1944년)
- 에어 포스 (1943년)
- 더 글래스 키 (1942년) - 랠프 헨리 역
- 쉽 아호이 (1942년)
- 마이 페이버릿 스파이 (1942년)
- 한 발은 천국에 (1941년)
- 버지니아 시티 (1940년) - 닥터 로버트 캐머런 역
- 이프 아이 해드 마이 웨이 (1940년)
- 브릭햄 영 (1940년)
- 수잔나 오브 더 마운티스 (1939년)
- 댓츠 라이트 - 유어 롱 (1939년)
- 로즈 오브 워싱턴 스퀘어 (1939년)
- 삼총사 (1939년)
- 엘리게이니 폭동 (1939년)
- 유괴 (1938년)
- 댓 서튼 에이지 (1938년)
- 서브마린 패트롤 (1938년)
- 켄터키 (1938년)
- 마리 앙투아네트 (1938년)
- 맨하튼 메리-고-라운드 (1937년)
- 에밀 졸라의 생애 (1937년)
- 백설공주와 일곱 난쟁이 (1937년)
- 메리 오브 스코틀랜드 (1936년)
- 프라우 앤 더 스타 (1936년)